# Скшишув (Свентокшиське воєводство)
Скшишув (пол. Skrzyszów) — село в Польщі, у гміні Ґоварчув Конецького повіту Свентокшиського воєводства.
Населення — 167 осіб (2011).
У 1975-1998 роках село належало до Радомського воєводства.

## Демографія
Демографічна структура на день 31 березня 2011 року:
|          | Загалом | Допрацездатний вік | Працездатний вік | Постпрацездатний вік |
| -------- | ------- | ------------------ | ---------------- | -------------------- |
| Чоловіки | 88      | 22                 | 54               | 12                   |
| Жінки    | 79      | 13                 | 40               | 26                   |
| Разом    | 167     | 35                 | 94               | 38                   |